# Lista de canções número um na Brasil Hot 100 Airplay em 2018
Esta é uma lista de canções que atingiram o número um da tabela musical Brasil Hot 100 Airplay em 2018. A lista é publicada semanalmente pela revista Billboard Brasil, que divulga as cem faixas mais executadas nas estações de rádios do país a partir de dados recolhidos pela empresa Crowley Broadcast Analysis. As músicas, de repertório nacional e internacional e de variados gêneros, são avaliadas através da grade da companhia supracitada, que compreende as cidades de São Paulo, Rio de Janeiro, Campinas, Ribeirão Preto, Brasília, Belo Horizonte, Curitiba, Porto Alegre, Recife, Salvador, Florianópolis, Fortaleza, Goiânia, Campo Grande, Cuiabá e as mesorregiões do Triângulo Mineiro, Vale do Paraíba e Litoral Paulista.

## Histórico
| Data            | Canção                  | Artista                           | Ref.  |
| --------------- | ----------------------- | --------------------------------- | ----- |
| 1 de janeiro    | "Saudade"               | Eduardo Costa                     | [ 1 ] |
| 8 de janeiro    | "Dona Maria"            | Thiago Brava part. Jorge          |       |
| 15 de janeiro   | "Pegada Que Desgrama"   | Naiara Azevedo                    |       |
| 22 de janeiro   | "Apelido Carinhoso"     | Gusttavo Lima                     |       |
| 29 de janeiro   | "Apelido Carinhoso"     | Gusttavo Lima                     |       |
| 5 de fevereiro  | "Apelido Carinhoso"     | Gusttavo Lima                     |       |
| 12 de fevereiro | "Apelido Carinhoso"     | Gusttavo Lima                     |       |
| 19 de fevereiro | "Apelido Carinhoso"     | Gusttavo Lima                     |       |
| 26 de fevereiro | "Apelido Carinhoso"     | Gusttavo Lima                     |       |
| 5 de março      | "Apelido Carinhoso"     | Gusttavo Lima                     |       |
| 12 de março     | "Apelido Carinhoso"     | Gusttavo Lima                     |       |
| 19 de março     | "Apelido Carinhoso"     | Gusttavo Lima                     |       |
| 26 de março     | "Apelido Carinhoso"     | Gusttavo Lima                     |       |
| 2 de abril      | "Apelido Carinhoso"     | Gusttavo Lima                     |       |
| 9 de abril      | "Apelido Carinhoso"     | Gusttavo Lima                     |       |
| 16 de abril     | "Apelido Carinhoso"     | Gusttavo Lima                     |       |
| 23 de abril     | "Apelido Carinhoso"     | Gusttavo Lima                     |       |
| 30 de abril     | "2050"                  | Luan Santana                      |       |
| 7 de maio       | "Largado às Traças"     | Zé Neto & Cristiano               |       |
| 14 de maio      | "Apelido Carinhoso"     | Gusttavo Lima                     |       |
| 21 de maio      | "Largado às Traças"     | Zé Neto & Cristiano               |       |
| 28 de maio      | "2050"                  | Luan Santana                      | [ 2 ] |
| 4 de junho      | "Buá Buá"               | Naiara Azevedo                    | [ 3 ] |
| 11 de junho     | "2050"                  | Luan Santana                      |       |
| 18 de junho     | "Olha Ela Aí"           | Eduardo Costa                     |       |
| 25 de junho     | "Buá Buá"               | Naiara Azevedo                    |       |
| 2 de julho      | "Beijo de Varanda"      | Bruno & Marrone                   |       |
| 9 de julho      | "Ausência"              | Marília Mendonça                  |       |
| 16 de julho     | "Beijo de Varanda"      | Bruno & Marrone                   |       |
| 23 de julho     | "Ausência"              | Marília Mendonça                  |       |
| 30 de julho     | "Ausência"              | Marília Mendonça                  |       |
| 6 de agosto     | "Beijo de Varanda"      | Bruno & Marrone                   |       |
| 13 de agosto    | "Ausência"              | Marília Mendonça                  |       |
| 20 de agosto    | "Ausência"              | Marília Mendonça                  |       |
| 27 de agosto    | "Quem Pegou, Pegou"     | Henrique & Juliano                |       |
| 3 de setembro   | "Coração Infectado"     | Maiara & Maraisa                  |       |
| 10 de setembro  | "Notificação Preferida" | Zé Neto & Cristiano               |       |
| 17 de setembro  | "Zé da Recaída"         | Gusttavo Lima                     |       |
| 24 de setembro  | "Zé da Recaída"         | Gusttavo Lima                     |       |
| 1 de outubro    | "Zé da Recaída"         | Gusttavo Lima                     |       |
| 8 de outubro    | "Zé da Recaída"         | Gusttavo Lima                     |       |
| 15 de outubro   | "Zé da Recaída"         | Gusttavo Lima                     |       |
| 22 de outubro   | "Zé da Recaída"         | Gusttavo Lima                     |       |
| 29 de outubro   | "Zé da Recaída"         | Gusttavo Lima                     |       |
| 5 de novembro   | "Zé da Recaída"         | Gusttavo Lima                     |       |
| 12 de novembro  | "Zé da Recaída"         | Gusttavo Lima                     |       |
| 19 de novembro  | "Zé da Recaída"         | Gusttavo Lima                     |       |
| 26 de novembro  | "Zé da Recaída"         | Gusttavo Lima                     |       |
| 3 de dezembro   | "Zé da Recaída"         | Gusttavo Lima                     |       |
| 10 de dezembro  | "Zé da Recaída"         | Gusttavo Lima                     |       |
| 17 de dezembro  | "Sofazinho"             | Luan Santana part. Jorge & Mateus |       |
| 24 de dezembro  | "Atrasadinha"           | Felipe Araújo e Ferrugem          |       |
| 31 de dezembro  | "Atrasadinha"           | Felipe Araújo e Ferrugem          |       |